# Parafia Najdroższej Krwi Pana Jezusa Chrystusa w Bystrej

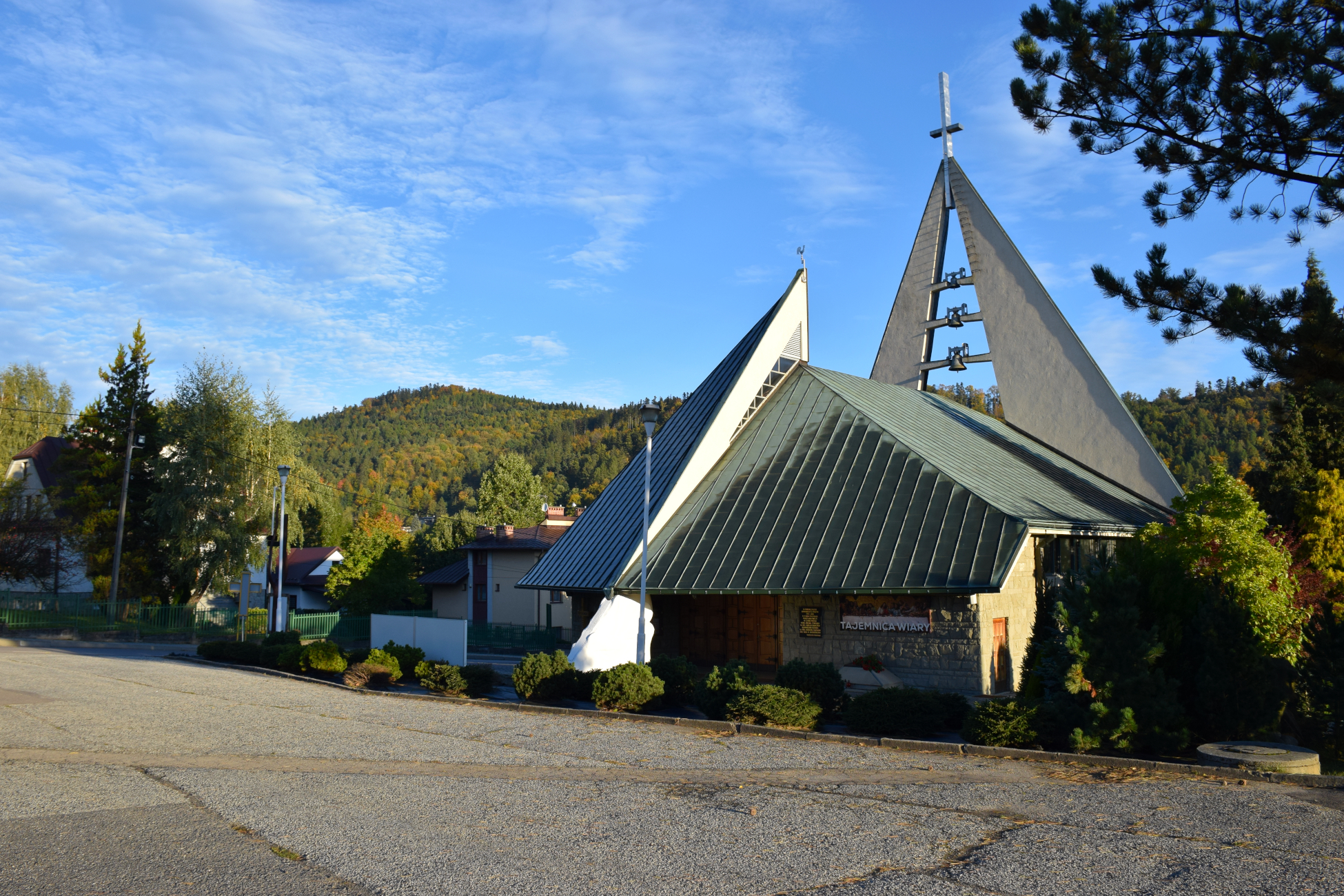
Kościół parafialny

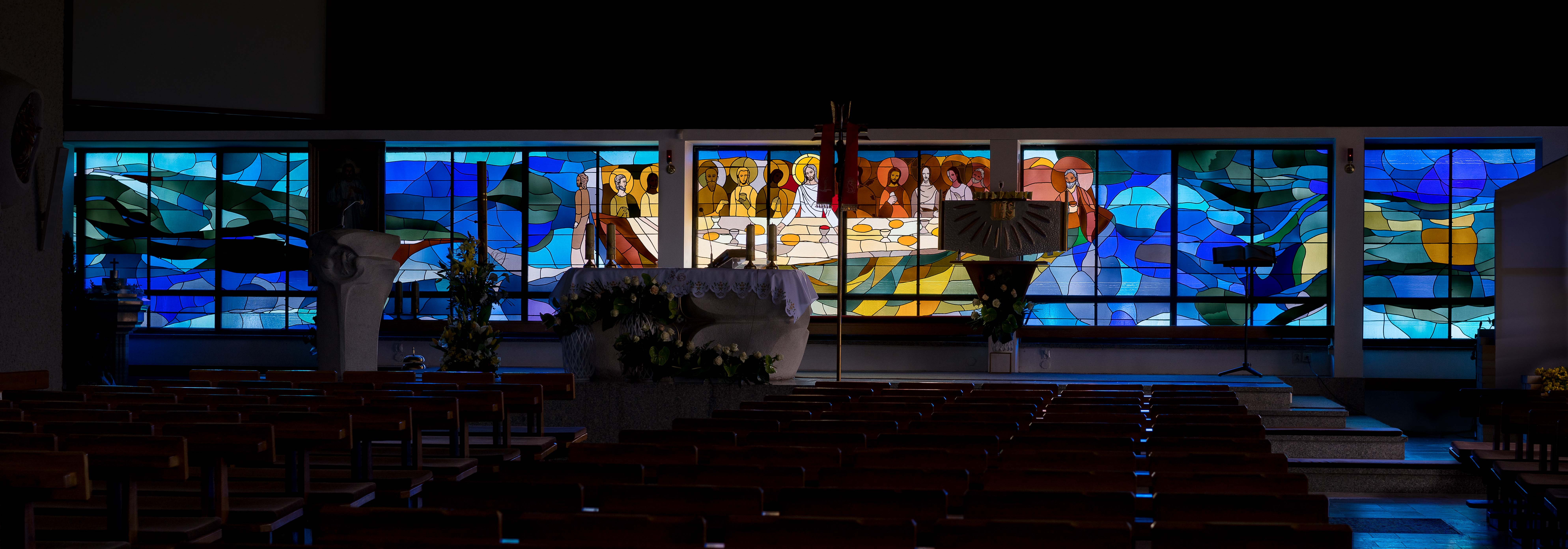
witraż Ostatnia Wieczerza, Maria Roga-Skąpska

Parafia pod wezwaniem Najdroższej Krwi Pana Jezusa Chrystusa w Bystrej – parafia rzymskokatolicka znajdująca się w Bystrej (Krakowskiej). Należy do dekanatu Łodygowice diecezji bielsko-żywieckiej. Erygowana w 1977, wyodrębniła się z parafii św. Michała Archanioła w Wilkowicach.
Kościół zaprojektował Stanisław Kwaśniewicz. Autorką witraży w kościele jest Maria Roga-Skąpska.